# Plectranthias rubrifasciatus
Plectranthias rubrifasciatus là một loài cá biển thuộc chi Plectranthias trong họ Cá mú. Loài này được mô tả lần đầu tiên vào năm 1979.

## Phân bố và môi trường sống
P. rubrifasciatus có phạm vi phân bố nhỏ hẹp ở vùng biển Tây Nam Thái Bình Dương. Loài này được biết đến chủ yếu tại New Caledonia và đảo san hô Mururoa (quần đảo Tuamotu), nơi các mẫu vật được thu thập để dùng cho việc mô tả chúng. Kể từ sau đó, loài này được tìm thấy thêm ở Palau và phía nam quần đảo Mariana, với độ sâu được tìm thấy trong khoảng 100 – 200 m. Loài này sống xung quanh các rạn san hô và đá ngầm ở vùng biển sâu.

## Mô tả
Mẫu vật có chiều dài cơ thể lớn nhất dùng để mô tả P. rubrifasciatus với kích thước được ghi nhận khoảng 4,9 cm. Các mẫu vật đã được bảo quản trong rượu có màu trắng nhạt. Các mẫu vật còn tươi có màu hồng, chuyển dần sang màu trắng ở phía thân dưới; thân có nhiều sọc cam. Có một nhóm các đốm màu đỏ cam trên cuống đuôi. Sau đầu có vệt màu đỏ cam hình chữ Y. Vây bụng ngắn, không vươn tới được hậu môn. Vây đuôi được khía rãnh.
Số gai ở vây lưng: 10 (gai thứ 4 thường dài nhất); Số tia vây mềm ở vây lưng: 15; Số gai ở vây hậu môn: 3; Số tia vây mềm ở vây hậu môn: 7; Số tia vây mềm ở vây ngực: 14; Số tia vây mềm ở vây đuôi: 15; Số vảy đường bên: 29.